# Neurotransmiter
Neurotransmiter (neuromediátor) je zpravidla nízkomolekulární chemická látka, která přirozeným způsobem vzniká v nervové soustavě živočichů a slouží v ní k přenášení vzruchů. Buňky nervové soustavy, neurony, jsou vybaveny speciálními receptory, citlivými na výskyt specifického neurotransmiteru. Mezi nejdůležitější neurotransmitery patří biogenní aminy acetylcholin, noradrenalin, adrenalin, histamin, serotonin, dopamin, dále aminokyseliny glycin, kyselina asparagová a kyselina glutamová, katecholaminy a biogenní kyselina gama-aminomáselná (GABA), β-alanin. Někdy se používají jako léčiva některých závažných neurologických a psychiatrických nemocí.

## Rozdělení neurotransmiterů
1. aminokyseliny (kyselina glutamová, gamaaminomáslená, asparagová, a glycin)
2. monoaminy (norepinefrin, dopamin a serotonin) a acetylcholin.
3. peptidy (vasopresin, somatostatin, neurotensin, atd.)

## Rozdělení z hlediska působení na membránu neuronu
1. ionotropní – přímo mění propustnost postsynaptické membrány (propustnost iontových kanálů), které způsobují rychlý přenos signálu, ty se dále dělí na inhibiční kyselina gamaaminomáslená, glycin) a excitační (acetylcholin, kyselina glutamová)
2. metabotropní – navázáním na postsynaptickou membránu změní (modulují) její reakci na rychlé mediátory, samy vzruch nevyvolají. Tvoří rozsáhlé systémy difuzně v CNS (většinou biogenní aminy – noradrenalin, dopamin, serotonin).

## Systémy receptorů

### Kainátový systém
Vysoká koncentrace těchto receptorů je v amygdale, v hipokampové CA1 a CA4, entorhinální kůře, ve striatu bazálních ganglií,mozkové kůře (vrstvy V. a VI.), ale absolutně nejvyšší je v CA3 hipokampu.
Kainátový receptor je složen z GluR5-7 podjednotek, má glutamátové vazebné místo a iontový kanál, který obsahuje další barbiturátové vazebné místo (barbituráty blokují kanál).
Antagonisté receptoru jsou:
- Syntetičtí – CNQX, DNQX, NBQX.
- Přirození – glutamylglycin.

Kainátové receptory vznikají v naprosté většině až v dospělosti. V dětství je patrná jejich několikanásobně menší koncentrace v mozku.
Kainát je selektivně neurotoxický a neuroexcitační látkou. Analogem kainátu je kyselina domoová, která se může nahromadit v mořských mušlích používaných v potravinářství. Existují otravy kyselinou domoovou u starých lidí (nejčastěji na východním pobřeží Kanady a USA), projevující se křečemi, poškozením hipokampu až smrtí.

### NMDA systém
NMDA (N-methyl-D-aspartátové) receptory systému se vyskytují v hipokampu (hlavně CA1), mozkové kůře (vrstvy I-III.), méně ve striatu, Varolově mostu a míše.
NMDA receptory jsou složeny z NMDAR1 a R2-C,D podjednotek. Stavba je velmi komplikovaná a existuje mnoho vazebných míst pro:
- glutamát/aspartát
- glycin
- protony
- Zn2+ (inhibují)
- polyaminy (spermin, spermidin)

Vazebná místa jsou v iontovém kanálu pro Mg2+, PCP (fencyklidin – celkové anestetikum), ketamin, MK-801.
Nadbytek receptorů je přítomen v dětském věku, kdy je i jejich zvýšená citlivost k přenašečům. Do dospělosti se počet i citlivost snižují.
NMDA systém se podílí na plastických dějích v CNS, tedy dlouhodobé potenciaci, některých typech učení a druzích paměti. Poruchy NMDA receptorů mohou mít za následek postižení výše uvedených dějů. Blokáda iontového kanálu receptoru má za následek celkové anestetické účinky. Blokáda NMDA receptorů působí ochranně (protektivně) u neurodegenerativních onemocnění způsobených ischemií, hypoxií, hypoglykemií a křečemi.
Endogenním antagonistou NMDA receptorů je kyselina kynurenová, produkovaná gliemi, která má na ně ochranný účinek.
Glutasol, používaný v potravinářství, obsahuje glutaman sodný. Může mít toxické účinky na děti se zvýšenou citlivostí NMDA receptorů, kdy vyvolá křeče.

### GABAAsystém
Receptory GABAA systému se vyskytují v celém mozku, naopak málo v páteřní míše.
Receptory jsou složené z α-1-6, β-1-4, γ-1-4, ρ-1-2 podjednotek, které jim dávají charakteristické vlastnosti, například schopnost vázat benzodiazepiny nebo afinitu ke GABA (γ-AminoButyric Acid; γ-aminomáselná kyselina). Podjednotky ρ (ro) byly zjištěny zatím jen v sítnici oka. Tím, že je receptor tvořen jen pěti podjednotkami je možné sestavit přes 100 000 kombinací, ale jen něco přes 100 kombinací receptoru je biologicky významných a ještě méně skutečně existujících.
Vazebné místa receptorů jsou pro:
- GABA a jeho agonisty (muscimol, THIP).
- Benzodiazepiny (diazepam, klonazepam, atd.) a jejich antagonisty (beta-karboliny).

V chloridovém kanále jsou místa pro:
- Barbituráty (působí agonisticky, tedy prodlužují otevření iontového kanálů)
- TBPS místo – blokátorové místo.
- Pikrotoxinové místo, které po obsazení blokuje průchodnost kanálu.

Receptory GABAA mají relativně malé zastoupení v dětství, jejich počet stoupá v pubertě.
Jejich činnost je nutná pro neurotransmiterovou inhibici a synchronizaci činnosti nervových buněk. Odstranění této inhibice nebo její potlačení navodí epileptické záchvaty. Řada GABAA agonistů se proto používá v léčbě epileptických záchvatů (barbituráty, benzodiazepiny, vigabatrin jako GABA-T inhibitor, progabid jako prekurzor a přímý agonista GABAA receptorů.
Degenerace GABAergních neuronů ve striatu bazálních ganglií vede k Huntingtonově nemoci.

### GABABsystém
Má zejména synchronizační funkce v centrální nervové soustavě. Kontroluje také uvolňování přenašečů z presynaptických zakončení.
Posílení GABAB inhibice, tedy synchronizace v thalamu má za následek vznik epileptických záchvatů typu absencí, na nichž se účastní i Ca2+ T-kanály.
Agonisté GABAB, jako například, baklofen, zhoršují průběh epileptických absencí, zatímco GABAB antagonisté (CGP 35348) účinkují opačně, zlepšením stavu.

### AMPA systém
Jeho receptory se vyskytují v bazálních gangliích, čichových jádrech, mozkové kůře (vrstvy I-III.) a pyramidových buňkách hipokampu.
Receptor je tvořen GluR2-3 podjednotkami. Stavba receptoru i jeho antagonisté jsou shodní s Kainátovým systémem.
Nejvyšší koncentrace receptorů AMPA systému dosahuje v nejčasnější ontogenezi, po narození a patrně i před porodem. K úbytku receptorů dochází směrem do dospělosti.
Účinkem receptoru je, stejně jako u kainátového systému, depolarizace s akčním potenciálem odpovídající Na+ vodivosti.